# Музей истории виноградарства и виноделия
Музей истории виноградарства и виноделия ― музей в городе Новочеркасске (Ростовская область, Россия).
Основной задачей музея является ознакомление специалистов и других посетителей с историей виноградарства и виноделия на донской земле. В коллекции музея представлено свыше 500 музейных экспонатов: подлинники, макеты, фото, картины, посуда и т. д.

## История и описание
Музей был создан при Всероссийском научно-исследовательском институте виноградарства и виноделия имени Я. И. Потапенко в 1972 году на основе небольшой экспозиции. Одним из основателей музея является энтузиаст-историк А. И. Потапенко, также над его созданием работали археологи-историки Е. И. Савченко, М. И. Крайсветный.
Музей располагает многочисленными экспонатами, которые рассказывают об истории виноградарства и виноделия на Дону, здесь находятся и стенды по истории античного виноградарства и виноделия. Собраны образцы сосудов для виноделия, античной чернолаковой посуды для питья вина, уникальные копии серебряных с позолотой чаш-фиал, которые были найдены при раскопках  Садового кургана в 1962 г. На дно чаш помещены накладные чеканные медальоны со сценками из греческих мифов. Также в экспозиции музея представлен бюст женщины ― сарматской «царицы» работы известного ученого М. М. Герасимова.
Интерес для посетителей музея представляет и раздел, который посвящен появлению культуры винограда на Дону (VIII-X вв.) в период господства Хазарского каганата, а также  карта распространения культуры винограда на Дону.
В разделе казачьего виноградарства и виноделия содержатся ряд экспонатов: виноградарские ножи, корыто для давки винограда, различные образцы посуды для виноделия и винопития, братины и другие разнообразные виноградарские орудия и винодельческое оборудование, характерные для мелкого частнособственнического производства.
В экспозиции посвященной А. С. Пушкину, который не раз в своих произведениях воспевал донской виноград и вино, кроме прочих экспонатов представлены мраморный бюст поэта и бутылка из-под «Цимлянского игристого» вина, современницы поэта.
Об истории института рассказывает экспозиция представленная в отдельном зале. В ней посетителям предлагается осмотреть муляжи различных сортов винограда институтской селекции, образцы оформления институтских вин, многочисленные награды за продукцию на различных конкурсах, выставках. Также представлены портреты ученых института: Я. И. Потапенко, Е. И. Захаровой, М. А. Лазаревского, А. М. Алиева.
В музее открыт раздел сувениров и подарков гостей института. В «Книгах отзывов» собраны автографы и пожелания многих российских и зарубежных знаменитых посетителей. За 35 лет работы музея его посетили известные деятели искусства, науки, политики, ученые, космонавты, путешественники: маршал А. Гречко, великие путешественники Тур Хейердал и Ю. Сенкевич, космонавт А. Леонов, иностранные делегации из многих стран.
Уникальный стенд рассказывает о дружбе института с известным ученым и путешественником Туром Хейердалом. Здесь представлены модели бальсового плота «Кон-Тики», этикетки вин «Кон-Тики», «Ра», которые были утверждены Туром Хейердалом, его книги и фотографии с автографами.